# Tärnen (Lerbäcks socken, Närke, 653218-145098)
Tärnen är en sjö i Askersunds kommun i Närke och ingår i Motala ströms huvudavrinningsområde.